# Cryptochilina
Sous-tribu
Taxons de rang inférieur
- Cerasoma
- Cryptochile
- Cychrochile
- Epipagus
- Horatoma
- Horatomella
- Orientochile
- Pachynotelus

Les Cryptochilina sont une sous-tribu de coléoptères de la famille des Tenebrionidae, de la sous-famille des Pimeliinae et de la tribu des Cryptochilini. Elle comprend huit genres et 122 espèces.